# 소림사강호영패
소림사강호영패(蘇乞兒, 소걸아, Hero Among Heroes)는 홍콩에서 제작된 원화평 감독의 1993년 무협, 액션 영화이다. 견자단 등이 주연으로 출연하였다. 알려진 다른 제목은 강호영패, 소림강호영패가 있다.

## 출연

### 주연
- 견자단
- 원결영
- 웅흔흔

### 조연
- 오맹달
- 진숙란
- 관해산
- 포방